# Великокопанівська сільська рада
Великокопа́нівська сільська́ ра́да — адміністративно-територіальна одиниця та орган місцевого самоврядування в Олешківському районі Херсонської області. Адміністративний центр — село Великі Копані.

## Загальні відомості
- Територія ради: 70,187 км²
- Населення ради: 6 030 осіб (станом на 2001 рік)

## Населені пункти
Сільській раді були підпорядковані населені пункти:
- с. Великі Копані
- с. Добросілля

## Склад ради
Рада складалася з 30 депутатів та голови.
- Голова ради: Костенко Валентина Дмитрівна
- Секретар ради: Кіндра Олена Іванівна

### Керівний склад попередніх скликань
| Прізвище, ім'я, по батькові  | Основні відомості                                                 | Дата обрання | Дата звільнення |
| ---------------------------- | ----------------------------------------------------------------- | ------------ | --------------- |
| Костенко Валентина Дмитрівна | Сільський голова, 1966 року народження, освіта вища, позапартійна | 26.03.2006   | 31.10.2010      |
| Костенко Валентина Дмитрівна | Сільський голова, 1966 року народження, освіта вища, позапартійна | 31.10.2010   |                 |

Примітка: таблиця складена за даними сайту Верховної Ради України

### Депутати
За результатами місцевих виборів 2010 року депутатами ради стали:

#### За суб'єктами висування
| Суб'єкт висування                                       | Кількість обраних депутатів | %    |
| ------------------------------------------------------- | --------------------------- | ---- |
| Партія регіонів                                         | 10                          | 33,3 |
| Самовисування                                           | 10                          | 33,3 |
| Комуністична партія України                             | 5                           | 16,7 |
| Політична партія Всеукраїнське об'єднання «Батьківщина» | 5                           | 16,7 |

#### За округами
| № округу                                                | Прізвище, ім'я, по батькові       | Дата визнання обраним | Освіта             | Партійна приналежність            | Відомості про обраного депутата                                  |
| ------------------------------------------------------- | --------------------------------- | --------------------- | ------------------ | --------------------------------- | ---------------------------------------------------------------- |
| Комуністична партія України                             |                                   |                       |                    |                                   |                                                                  |
| 5                                                       | Кравченко Сергій Миколайович      | 02.11.2010            | середня            | позапартійний                     | тимчасово не працює                                              |
| 11                                                      | Кононенко Віктор Олександрович    | 02.11.2010            | середня            | позапартійний                     | тимчасово не працює                                              |
| 12                                                      | Ландарь Євген Олексійович         | 02.11.2010            | середня            | член Комуністичної партії України | пенсіонер                                                        |
| 19                                                      | Кіндра Олена Іванівна             | 02.11.2010            | вища               | позапартійна                      | Великокопанівська сільська рада, секретар                        |
| 22                                                      | Хоменко Вадим Васильович          | 02.11.2010            | вища               | позапартійний                     | тимчасово не працює                                              |
| Партія регіонів                                         |                                   |                       |                    |                                   |                                                                  |
| 6                                                       | Пазинич Тетяна Анатоліївна        | 02.11.2010            | середня спеціальна | член Партії регіонів              | тимчасово не працює                                              |
| 8                                                       | Янчуков Сергій Матвійович         | 02.11.2010            | вища               | член Партії регіонів              | Великокопанівська дільнична лікарня, головний лікар              |
| 17                                                      | Андреева Тетяна Володимирівна     | 02.11.2010            | середня спеціальна | член Партії регіонів              | Великокопанівське відділення зв'язку, оператор                   |
| 18                                                      | Картавцева Ольга Іванівна         | 02.11.2010            | середня спеціальна | член Партії регіонів              | Великокопанівська дільнична лікарня, медична сестра              |
| 20                                                      | Шумигора Олександр Олександрович  | 02.11.2010            | середня            | член Партії регіонів              | приватний підприємець                                            |
| 24                                                      | Катренюк Надія Петрівна           | 02.11.2010            | вища               | член Партії регіонів              | Приватбанк, касир-оператор                                       |
| 26                                                      | Євдокименко Василь Григорович     | 02.11.2010            | вища               | член Партії регіонів              | Великокопанівська загальноосвітня школа, вчитель                 |
| 27                                                      | Коваленко Олег Іванович           | 02.11.2010            | середня спеціальна | член Партії регіонів              | Олешківський РВУМВС, помічник дільничного                        |
| 29                                                      | Коцар Валентина Миколаївна        | 02.11.2010            | вища               | член Партії регіонів              | Великокопанівська загальноосвітня школа, вчитель                 |
| 30                                                      | Уланова Єва Федорівна             | 02.11.2010            | середня спеціальна | член Партії регіонів              | ВАТ ім. Фрунзе, керівник відділку                                |
| Політична партія Всеукраїнське об'єднання «Батьківщина» |                                   |                       |                    |                                   |                                                                  |
| 2                                                       | Нікітіна Інна Миколаївна          | 02.11.2010            | середня спеціальна | позапартійна                      | Великокопанівська бібліотека, завідувачка                        |
| 4                                                       | Меркотан Юрій Миколайович         | 02.11.2010            | середня спеціальна | позапартійний                     | Фермерське господарство «Олекса», голова                         |
| 10                                                      | Задніпряна Людмила Миколаївна     | 02.11.2010            | середня спеціальна | позапартійна                      | Великокопанівський дитячий садок, музичний керівник              |
| 15                                                      | Мінєнков Сергій Миколайович       | 02.11.2010            | середня спеціальна | позапартійний                     | Великокопанівський сільський будинок культури, художній керівник |
| 28                                                      | Юрченко Олексій Анатолійович      | 02.11.2010            | вища               | позапартійний                     | Олешківський МНВК, вчитель                                       |
| Самовисування                                           |                                   |                       |                    |                                   |                                                                  |
| 1                                                       | Толкачова Любов Іванівна          | 02.11.2010            | вища               | позапартійна                      | тимчасово не працює                                              |
| 3                                                       | Мельниченко Федір Володимирович   | 02.11.2010            | вища               | позапартійний                     | Фермерське господарство «Прометей», голова                       |
| 7                                                       | Мельниченко Надія Федорівна       | 02.11.2010            | середня спеціальна | позапартійна                      | тимчасово не працює                                              |
| 9                                                       | Самолова Лариса Олександрівна     | 02.11.2010            | середня спеціальна | позапартійна                      | КП «Великокопанівське», бухгалтер                                |
| 13                                                      | Грицаєнко Лариса Миколаївна       | 02.11.2010            | вища               | позапартійна                      | Великокопанівська сільська рада, керівник справами               |
| 14                                                      | Ковальов Сергій Володимирович     | 02.11.2010            | середня            | позапартійний                     | тимчасово не працює                                              |
| 16                                                      | Добрянський Владислав Віталійович | 02.11.2010            | вища               | позапартійний                     | Великокопанівська загальноосвітня школа, вчитель                 |
| 21                                                      | Янчуков Володимир Миколайович     | 02.11.2010            | середня            | позапартійний                     | приватний підприємець                                            |
| 23                                                      | Білобородько Любов Іванівна       | 02.11.2010            | вища               | позапартійна                      | Великокопанівський дитячий садок, завідувач                      |
| 25                                                      | Комар Олена Валеріївна            | 02.11.2010            | вища               | позапартійна                      | Великокопанівська сільська рада, спеціаліст з земельних питань   |

## Населення
Згідно з переписом УРСР 1989 року чисельність наявного населення сільської ради становила 5004 особи, з яких 2268 чоловіків та 2736 жінок.
За переписом населення України 2001 року в сільській раді мешкало 6048 осіб.

### Мова
Розподіл населення за рідною мовою за даними перепису 2001 року:
| Мова       | Відсоток |
| ---------- | -------- |
| українська | 90,66 %  |
| російська  | 6,73 %   |
| вірменська | 1,77 %   |
| молдовська | 0,38 %   |
| білоруська | 0,18 %   |
| угорська   | 0,03 %   |
| болгарська | 0,02 %   |
| грецька    | 0,02 %   |
| інші       | 0,21 %   |